# Olayinka Koso-Thomas
Olayinka Koso-Thomas (* 1937 in Abeokuta) ist eine nigerianische Gynäkologin. Sie wurde für ihren Einsatz gegen weibliche Genitalverstümmelung bekannt.

## Leben und Wirken
Koso-Thomas kam in Nigeria zur Welt. Sie absolvierte ein Medizinstudium an der University of Leeds und der University of California, Berkeley. Sie verbringt seither den Großteil ihres Berufslebens in Sierra Leone, wo sie in den Bereichen Familienplanung, Allgemeinmedizin, Geburtenkontrolle und öffentliche Gesundheit wirkte.
Durch ihre Arbeit wurde sie Zeugin der Vernachlässigung, Demütigung und Gewalt an Frauen in der afrikanischen Gesellschaft. Ihre Erfahrungen im Umgang mit den gesundheitlichen Folgen dieser Formen der Grausamkeit führten sie zum Studium traditioneller Praktiken, die sich auf die Gesundheit von Frauen und Mädchen auswirken. Durch ihr Engagement hat Koso-Thomas einen Beitrag zur Verhinderung unzähliger Fälle von Genitalverstümmelung geleistet.
In ihrem Buch über die weibliche Genitalverstümmelung werden die Risiken für die Gesundheit von Frauen dargelegt und Strategien für die Überwindung dieser Praktiken als Teil überkommener Initiationsriten dargelegt.

## Familie
Olayinka Koso-Thomas ist verheiratet, die einzige Tochter verstarb 2020 an einem Krebsleiden.

## Auszeichnungen
Koso-Thomas wurde wiederholt für ihren Einsatz gegen weibliche Genitalverstümmelung ausgezeichnet. So würdigte sie Spanien im Jahr 1998 mit dem Prinzessin-von-Asturien-Preis. Im Jahr 2015 erhielt sie von der Nationalen Autonomen Universität von Mexiko die Ehrendoktorwürde zugesprochen.

## Veröffentlichungen (Auswahl)
- The Circumcision of Women: A Strategy for Eradication. Zed Books Ltd., 1987, ISBN 0-8623-2701-6.